# Reșița
Reșița (in tedesco Reschitz, in ungherese Resicabánya, in serbo Решица?, Rešica) è un municipio della Romania di 84 678 abitanti, capoluogo del distretto di Caraș-Severin, nella regione storica del Banato.
Fanno parte dell'area amministrativa anche le località di Câlnic, Cuptoare, Doman, Moniom, Secu, Țerova.

## Storia
La città storicamente ha origine nel XV secolo sotto il nome di Rechyoka o Rechyca, tuttavia ricerche archeologiche effettuate in loco hanno portato al rinvenimento di reperti e tracce di abitazioni risalenti al Neolitico, all'epoca Dacia libera. Esistono anche tracce, nei pressi della città, dell'antico castrum militare romano dell'epoca della conquista della Dacia e della sua riduzione in provincia romana dal 106 al 117.
Documenti più recenti parlano della città come Reszinitza: in uno scritto del 1673 si segnala che i suoi cittadini pagavano i tributi alla città di Timișoara, mentre altri tra il 1690 ed il 1700 la citano come parte del Distretto di Bocșa, assieme ad altre località della zona.
Reșița è da molto tempo un importante centro industriale, fin dal lontano 1771, quando vennero impiantati i primi stabilimenti, per volere dell'Imperatrice Maria Teresa d'Asburgo. Questi stabilimenti divennero il nucleo iniziale della grande fabbrica di locomotive che ha segnato tutto lo sviluppo industriale della città, prima con il nome St. E. G., poi con il marchio UDR (Uzinele și Domeniile Reșița), tuttora visibile su qualche esemplare di locomotiva a vapore, tra cui quelle conservate nel Museo Ferroviario della città.
Nonostante questo sviluppo, ancora nel 1925 Reșița aveva la qualifica di area rurale; in quell'anno venne dichiarata città e raggiunse lo status di municipio nel 1968.

## Economia

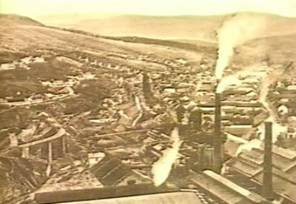
Reșița ai primi del XX secolo

La lunga tradizione industriale continua a dare le linee principali dell'economia della città: eredi di questa tradizione sono oggi l'industria siderurgica C.S.R. (Combinatul Siderurgic Reșița) e la  U.C.M.R. (Uzina Constructoare de Mașini Reșița), attiva nella costruzione di macchinari.
Queste due aziende, che avevano raggiunto grande importanza e dimensioni enormi sotto il regime comunista, hanno attraversato dopo la rivoluzione del 1989 parecchie difficoltà, fatto questo che ha provocato anche una drastica riduzione della popolazione, che nel 1989 era di circa 110 000 unità. In particolare, la CSR, ormai sull'orlo del fallimento, venne acquisita da investitori americani, che tuttavia si limitarono per qualche anno a mantenerla in vita; attualmente l'azienda è in mano ad una società russa, che ha in programma importanti investimenti per il suo rilancio, anche se sarà assai difficile ritornare ai livelli antecedenti il 1989.

## Monumenti e luoghi d'interesse

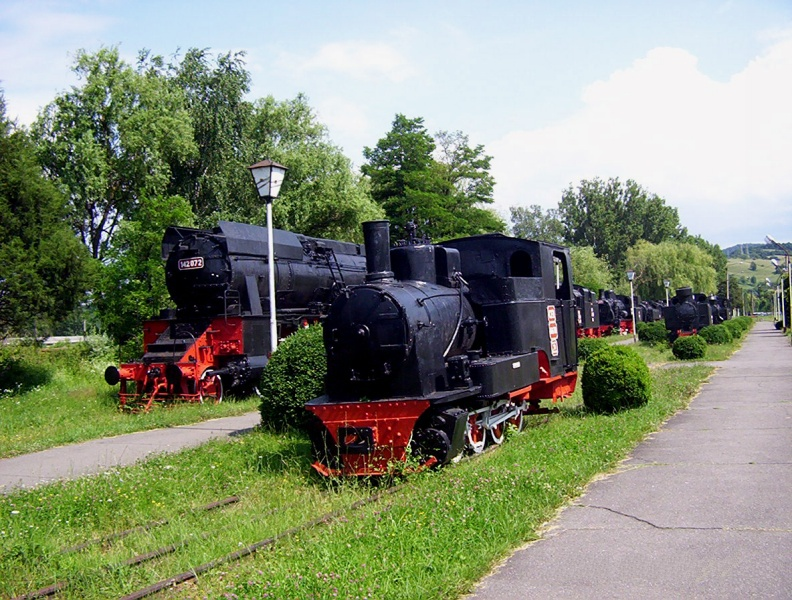
Il Museo ferroviario

Come grande centro industriale, Reșița non presenta grandi attrattive turistiche. La gran parte della città venne costruita o ristrutturata dopo il 1965, anche se rimane una piccola parte più vecchia, chiamata dagli abitanti Reșița de Sus (Reșița Superiore). Nell'area moderna, particolare importanza ha il Centro Civico (Centrul Civic), nel quale sono raccolte tutte le principali attività economiche e commerciali e che presenta una grande e bella fontana, costruita in epoca comunista.
Altro punto di interesse è il citato Museo ferroviario, che espone diverse locomotive a vapore che fanno parte della storia del trasporto ferroviario romeno.
Non lontano dalla città si trovano inoltre località montane frequentate da turisti, tra cui la stazione sciistica di Semenic.

## Trasporto urbano
Il trasporto pubblico urbano è gestito dalla società Prescom ed è formato da una rete di 2 linee tramviarie e 5 linee gestite con autobus. La flotta di autobus è comunque limitata (25 mezzi) e poco frequentata, essendo utilizzata soprattutto dalle persone che vivono nelle aree periferiche; un piano di ampliamento dei servizi pubblici prevede entro il 2008 l'acquisto di 33 nuovi autobus, che andranno ad affiancarsi a quelli attuali; 3 di essi sono comunque già in servizio.

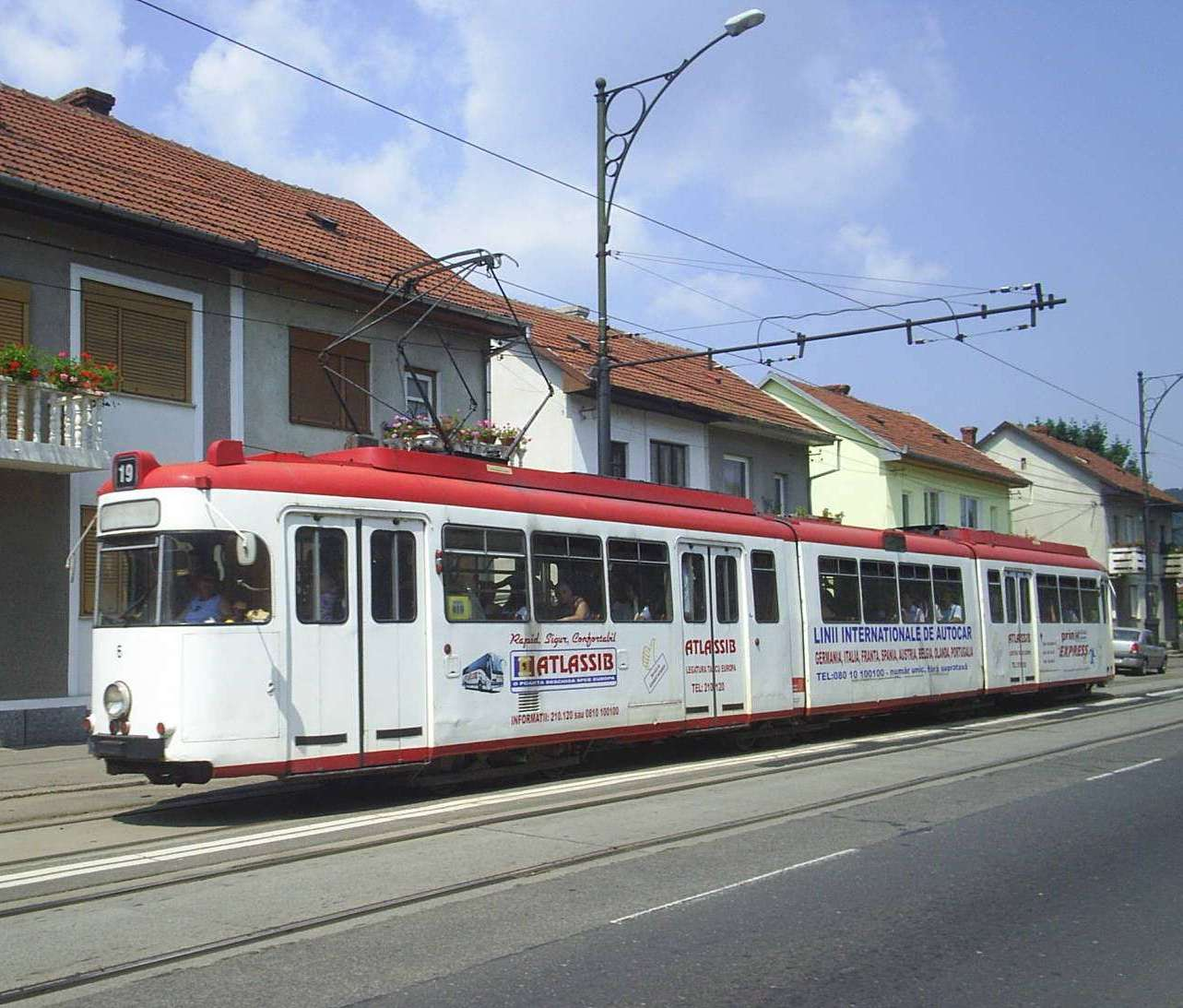
Un tram di Reșița

## Collegamenti interurbani
La città è servita da due stazioni ferroviarie, con collegamenti con Bucarest, Timișoara e tutte le principali città del paese.
I collegamenti stradali sono assicurati soprattutto dalla strada nazionale che collega Timișoara a Bucarest, passando per Caransebeș, e da strade regionali che collegano le principali città del distretto.
L'aeroporto più vicino a Reșița è quello di Caransebeș, ma per i principali collegamenti aerei lo scalo di riferimento è quello di Timișoara.